# The Covering
The Covering es el octavo álbum de estudio de la banda estadounidense de metal cristiano y hard rock Stryper. 
Aunque originalmente su sello discográfico Big3 Records/Sony  tenía previsto que vería la luz el 13 de octubre de 2010, se retrasó su salida definitiva para el 15 de febrero de 2011 por una cuestión de mercadeo.
En este álbum (por primera vez en 20 años) participó en el estudio la alineación clásica completa de Stryper, luego del regreso del bajista Tim Gaines.

## Concepto musical
Es el primer disco de Stryper que no contiene material mayoritariamente propio y con canciones de tipo secular o del todo consideradas no cristianas. Si bien es cierto, Stryper ya había hecho en el pasado covers de Earth, Wind and Fire (“Shining Star”) y de Boston (“Piece of Mind”), este trabajo consiste de una colección de doce canciones originales de distintos grupos del género heavy metal.
Son temas que inspiraron a Stryper y la ayudaron a definir su identidad musical y sonido.  Incluye éxitos pesados de Judas Priest, Iron Maiden, Led Zeppelin, Kansas y muchos otros. El álbum también incluye "God", la única  grabación original y nueva de la banda.
Sobre el concepto de este material, el productor y líder de la banda Michael Sweet dio sus razones: "A pesar de que este ha sido un disco para causar controversia y unos pocos se harán la pregunta sobre nuestros motivos y razones para hacer covers de las canciones que grabamos, nuestra fe y las creencias nunca se han confirmado más y nuestro mensaje es el mismo que siempre ha sido. Vamos a ir a la tumba con una postura valiente ante Cristo y nunca lo vamos a negar. Al mismo tiempo, queríamos mostrar un lado diferente de la banda...".

## Lanzamiento
El 22 de octubre de 2010, se anunció en el sitio oficial de Stryper que su equipo adoministrativo y el de su casa discográfica  decidieron que sería mejor dar más tiempo para promocionar más a The Covering, lo que permitiría lograr un lanzamiento más fuerte.  Por este motivo, su salida al mercado se realizó en febrero de 2011, aunque estuvo disponible para su descarga digital desde el 22 de enero del mismo año.

## La portada
El arte de la portada de The Covering fue descrita por Michael Sweet como "moderna, potente, agresiva y estimulante". La imagen que fue previamente publicada como alterna (negra con el logo de Stryper en llamas) no se considera la oficial y es desacreditada por la propia banda. Desde entonces ha sido reemplazada por la portada real del álbum, algo más controversial y conforme a lo dispuesto por Sweet.
Al respecto el músico manifestó  "El concepto de 'The Covering' es muy potente y suena de verdad como el poder del amor de Dios sobre nuestras vidas. La cubierta de Dios es la transformación y cambio de vida y pensamos que sería muy bueno para representarla visualmente a través de la nueva obra de arte”.
Para la portada oficial, el diseñador e ilustrador gráfico Chris Parks de Pale Horse Design creó un personaje que, según sus palabras, "representa el mal, o 'el lado maligno', si se quiere, en todos nosotros". En el  folleto que adjunta (al estilo de un cómic) se cuenta una historia de lo bueno conquistando lo  malo y por lo tanto, esto conduce a la transformación del personaje principal.

## Sencillos
El 14 de octubre de 2010, fue anunciado que el primer sencillo es un cover de Black Sabbath (interpretado por Ronnie James Dio), el éxito "Heaven and Hell" (1980), y está disponible en el sitio iTunes.
Para el 14 de diciembre de 2010, el segundo sencillo lanzado es un cover de Kansas, "Carry On Wayward Son" (1976), de igual forma disponible en el mismo sitio.

## Lista de canciones
1. "Set Me Free" - 3:45 (Sweet)
2. "Blackout" - 3:58 (Scorpions)
3. " Heaven and Hell" - 6:11 (Black Sabbath)
4. "Lights Out" - 3:45 (UFO)
5. "Carry On Wayward Son" - 5:16 (Kansas)
6. "Highway Star" - 5:45 (Deep Purple)
7. "Shout It Out Loud" - 3:15 (Kiss)
8. "Over The Mountain" - 4:21 (Ozzy Osbourne)
9. "The Trooper" -  3:53 (Iron Maiden)
10. "Breaking The Law" - 3:02 (Judas Priest)
11. "On Fire" - 3:08 (Van Halen)
12. "Immigrant Song" - 2:18 (Led Zeppelin)
13. "God" - 4:55 [Stryper, Nueva canción]

## Personal
- Michael Sweet - Vocales, guitarra
- Robert Sweet - Batería
- Oz Fox – Guitarra principal, coros
- Tim Gaines – Bajo